# Udo Samel
Udo Samel (Treviri, 25 giugno 1953) è un attore tedesco.

## Filmografia parziale

### Cinema
- Il coltello in testa (Messer im Kopf), regia di Reinhard Hauff (1978)
- Das Ende des Regenbogens, regia di Uwe Frießner (1979)
- Caspar David Friedrich – Grenzen der Zeit, regia di Peter Schamoni (1986)
- Così lontano così vicino (In weiter Ferne, so nah!), regia di Wim Wenders (1993)
- Kaspar Hauser, regia di Peter Sehr (1993)
- Alles auf Anfang, regia di Reinhard Münster (1994)
- 71 frammenti di una cronologia del caso (71 Fragmente einer Chronologie des Zufalls), regia di Michael Haneke (1994)
- Killer Condom (Kondom des Grauens), regia di Martin Walz (1996)
- Die Braut, regia di Egon Günther (1999)
- Der Vulkan, regia di Ottokar Runze (1999)
- La pianista (La pianiste), regia di Michael Haneke (2001)
- Silentium, regia di Wolfgang Murnberger (2004)
- Zucker!... come diventare ebreo in 7 giorni (Alles auf Zucker!), regia di Dani Levy (2004)
- Unkenrufe, regia di Robert Glinski (2005)
- Palermo Shooting, regia di Wim Wenders (2008)
- Il mio miglior nemico (Mein bester Feind), regia di Wolfgang Murnberger (2011)
- Tschick, regia di Fatih Akın (2016)
- Die Nacht der 1000 Stunden, regia di Virgil Widrich (2016)
- Life Guidance, regia di Ruth Mader (2017)
- Non tutte le sciagure vengono dal cielo (Wolkenbruchs wunderliche Reise in die Arme einer Schickse), regia di Michael Steiner (2018)
- Rivale, regia di Marcus Lenz (2020)
- Storia di mia moglie (A feleségem története), regia di Ildikó Enyedi (2021)

### Televisione
- Notturno (Mit meinen heißen Tränen) - miniserie TV, 3 episodi (1986)
- L'ultimo U-Boot (Das letzte U-Boot) - film TV (1993)
- Die Rebellion - film TV (1993)
- L'ispettore Derrick (Derrick, serie TV, 1 episodio, 1995; ruolo: Thomas Randel)
- Der Hauptmann von Köpenick - film TV (1997)
- Sturmzeit - serie TV, 3 episodi (1999)
- Deutschlandspiel - film TV (2000)
- Die Nachrichten - film TV (2005)
- Die letzte Instanz - film TV (2013)
- Das Zeugenhaus - film TV (2014)
- Tatort - serie TV, 4 episodi (1988, 1997, 2002, 2015)
- Kranke Geschäfte - film TV (2019)
- Babylon Berlin - serie TV, 26 episodi (2017-2022)